# Perrozo
Perrozo es un lugar español del municipio de Cabezón de Liébana, perteneciente a la comunidad autónoma de Cantabria.

## Geografía
La localidad está situada a 541 metros de altitud sobre el nivel del mar y a 3,1 kilómetros de la capital municipal, Cabezón de Liébana. Es una de las localidades integrantes del valle de Valderrodíes.

## Historia
Hacia mediados del siglo XIX, el lugar, ya por entonces perteneciente a Cabezón de Liébana, tenía contabilizada una población de 160 habitantes. Aparece descrito en el duodécimo volumen del Diccionario geográfico-estadístico-histórico de España y sus posesiones de Ultramar de Pascual Madoz con las siguientes palabras:

PERROZO: l. en la prov. de Santander, part. jud. de Potes, dióc. de Leon, aud. terr. y c. g. de Búrgos, ayunt. de Cabezon de Liébana. sit. en el valle de Valdeprado; su clima es bastante saludable. Tiene 42 casas; escuela de primeras letras; igl. parr. (La Asuncion de Ntra. Sra.), servida un cura de primer ascenso y presentar de S. M. en los meses apostólicos, y en los ordinarios lo era antes del prior del monasterio de Piasca, órden de S. Benito; cementerio en paraje ventilado, y buenas aguas potables. El terreno es de mediana calidad, y le fertilizan las aguas que se desprenden de las alturas formando arroyos de mas ó menos consideracion. Los caminos son locales. La correspondencia se recibe de Potes. prod.: granos, legumbres, frutas, hortaliza y muy buenos pastos para el ganado que cria. pobl.: 43 vec., 160 alm. contr.: con el ayunt.
(Madoz, 1849, p. 819)

En 2022, tenía empadronados 48 habitantes.

## Patrimonio
Hay en el lugar una iglesia de la Asunción de Nuestra Señora.